# Доматкув
Доматкув (пол. Domatków) — село в Польщі, у гміні Кольбушова Кольбушовського повіту Підкарпатського воєводства.
Населення — 1019 осіб (2011).
У 1975-1998 роках село належало до .

## Демографія
Демографічна структура станом на 31 березня 2011 року:
|          | Загалом | Допрацездатний вік | Працездатний вік | Постпрацездатний вік |
| -------- | ------- | ------------------ | ---------------- | -------------------- |
| Чоловіки | 482     | 117                | 323              | 42                   |
| Жінки    | 537     | 128                | 298              | 111                  |
| Разом    | 1019    | 245                | 621              | 153                  |